# Гомін України (газета)
«Гомін України» (Ukrainian Echo) — український громадсько-політичний тижневик націоналістичного напряму, що виходив у Торонто, Канада, з грудня 1948 року.
Із серпня 1949 року газета була друкованим органом націоналістичної «Ліги визволення України».
Тижневик містив інформацію про діяльність Української Повстанської Армії, про історію України, боротьбу проти комунізму. З 1955 року виходив журнал «Спорт», місячний літературно-мистецький додаток під редакцією Богдана Стебельського, а також книжки видавництва.
Редакторами газети були Михайло Сосновський (1948—1949, 1951—1954), Роман Рахманний (1949—1951), Василь Солонинка (1954—1979), Анатоль Бедрій-Антей (1979—1980), Омелян Матла (1980—1981), Олег Романишин (з 1981) та інші.
У 1977—1993 роках виходив щомісячний англомовний додаток «Ukrainian Echo» під редакцією Андрія Бандери (1977—1984) та І. Мицака (1984—1991).